# Oberhöchstädt

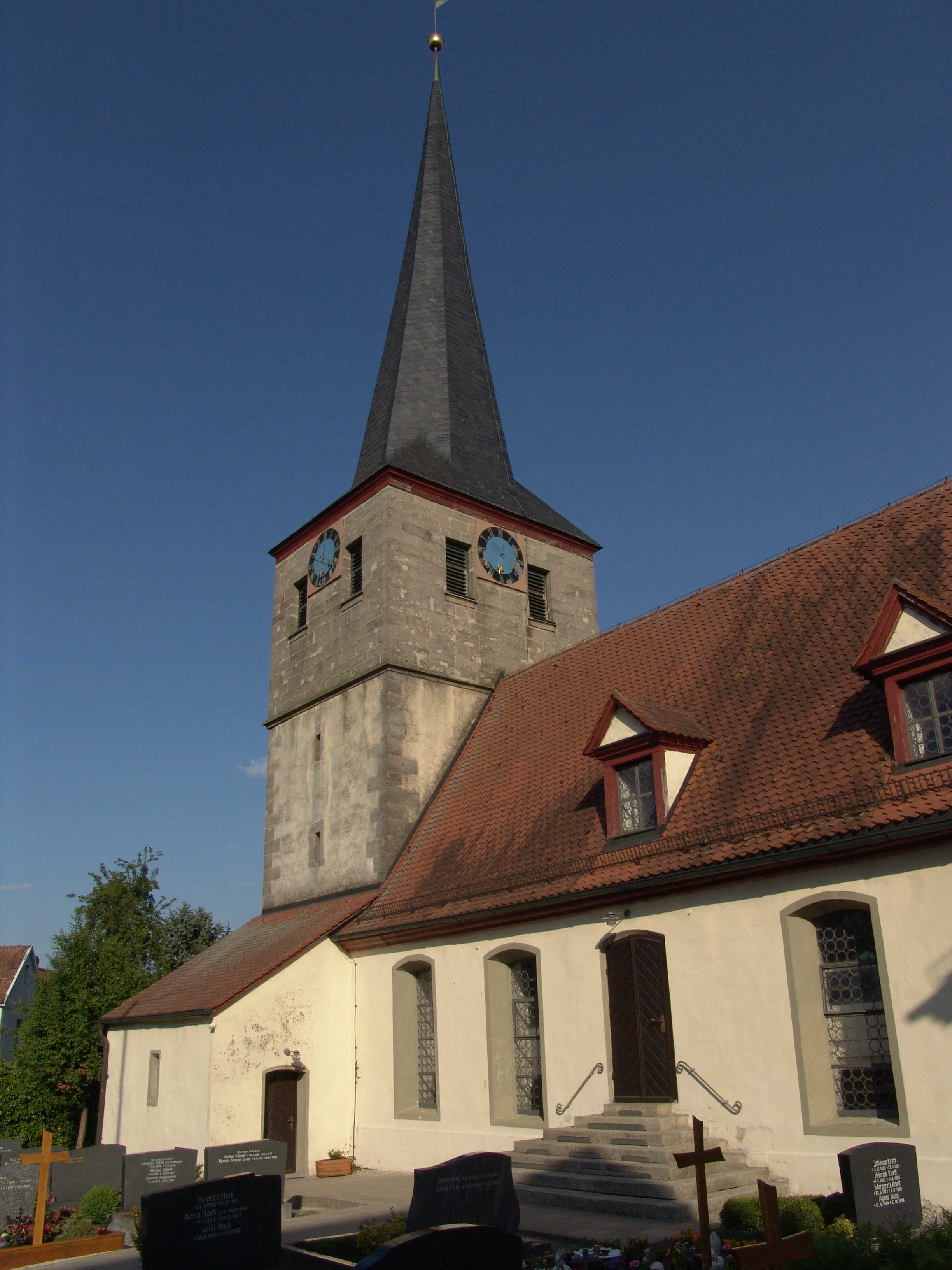
Kirche St. Nikolaus und Peter

Oberhöchstädt ist ein Gemeindeteil des Marktes Dachsbach im Landkreis Neustadt an der Aisch-Bad Windsheim (Mittelfranken, Bayern). Die Gemarkung Oberhöchstädt hat eine Fläche von 6,035 km². Sie ist in 889 Flurstücke aufgeteilt, die eine durchschnittliche Fläche von 6788,60 m² haben.

## Geographische Lage
Das Pfarrdorf liegt zwischen Neustadt und Höchstadt, einen Kilometer nördlich von Dachsbach im Aischtal. Es ist ein ungeregeltes Haufendorf und befindet sich inmitten des ausgedehnten Wasser- und Landschaftsschutzgebietes des Aischgrundes. Unmittelbar nördlich des Ortes beginnt deutlich erkennbar der allmähliche Anstieg des Geländes zum Steigerwald hin.

## Geschichte
Erstmals urkundlich erwähnt wurde Oberhöchstädt unter dem Namen „oberenhohstete“ bereits im Jahr 1137. Anfang des 14. Jahrhunderts gehörte der Ort zum Hochstift Würzburg. 1303/17 empfing Heinrich Fuchs den Zehnten in „Superiori-Hoͤhstet“ zu Lehen. 1317/22 empfing Ritter Arnold von Seckendorff den Zehnten von neun Äckern und Konrad von Dachsbach die Hälfte eines Novalzehnten.
Im Laufe der Jahrhunderte wechselten die Besitzer des Ortes häufig. Oberhöchstädt lag etwas abseits des wichtigen Handelsweges entlang der Aisch und blieb von den vielfachen Verwüstungen während der Markgrafenkriege (Erster Markgrafenkrieg (1449–1450) und Zweiter Markgrafenkrieg (1552–1555)) und im Dreißigjährigen Krieg nicht verschont.
1536 wurde die Reformation in Oberhöchstädt eingeführt, der sich der seit 1527 amtierende Pfarrer Bernhard Pfost anschloss. Im Dreißigjährigen Krieg wurde Oberhöchstädt mehrmals geplündert und in Brand gesetzt; zudem starben 60 Menschen an einer Seuche.
Gegen Ende des 18. Jahrhunderts gab es in Oberhöchstädt 59 Anwesen. Das Hochgericht übte das bambergische Centamt Höchstadt aus. Grundherren waren das Amt Höchstadt (241⁄2 Anwesen: 1 Hof (zum Teil), 14 Sölden, 2 Söldenhäuser, 1 Schenkstatt, 1 Ziegelei, 1 Forsthaus, 3 Tropfhäuser), das Fürstentum Bayreuth (51⁄2 Anwesen; Kasten- und Jurisdiktionsamt Dachsbach: 1 Hof (zum Teil), Kastenamt Neustadt an der Aisch: 1 Gut, 3 Sölden), Klosteramt Birkenfeld: 1), das Rittergut Rauschenberg (7 Güter, 3 Sölden), die Schönborn’sche Herrschaft Pommersfelden (1 Halbhof); die Pfarrei Dachsbach (1 Hof zum Teil), die Pfarrei Oberhöchstädt (Pfarrhaus, Schulhaus, 1 Hof, 5 Gütlein); das Spital Anna zu Höchstadt (1 Hof), das Spitalamt Heilig Geist der Reichsstadt Nürnberg (2 Halbhöfe); die Nürnberger Eigenherren von Imhoff und von Mühlholz (2 Güter). Der gesamten Gemeinde unterstanden ein Hirtenhaus und 1 Häuslein. Die Dorf- und Gemeindeherrschaft wurde ganerblich von den Grundherren ausgeübt.
Von 1797 bis 1810 unterstand der Ort dem Justizamt Dachsbach und Kammeramt Neustadt. 1810 kam Oberhöchstädt an das Königreich Bayern. Im Rahmen des Gemeindeedikts wurde Oberhöchstädt 1811 dem Steuerdistrikt Uehlfeld zugeordnet. 1813 wurde die Ruralgemeinde Oberhöchstädt gebildet, zu der Egelsbach und Tragelhöchstädt gehörten. Mit dem Zweiten Gemeindeedikt (1818) entstanden daraus zwei Ruralgemeinden:
- Oberhöchstädt;
- Tragelhöchstädt mit Egelsbach.[10][11]

Die Ruralgemeinde Oberhöchstädt war in Verwaltung und Gerichtsbarkeit dem Landgericht Neustadt an der Aisch zugeordnet und in der Finanzverwaltung dem Rentamt Neustadt an der Aisch (1919 in Finanzamt Neustadt an der Aisch umbenannt, seit 1972 Finanzamt Uffenheim). 10 Anwesen unterstanden in der freiwilligen Gerichtsbarkeit bis 1848 dem Patrimonialgericht Pommersfelden und 11 Anwesen bis 1848 dem Patrimonialgericht Rauschenberg. Ab 1862 gehörte Oberhöchstädt zum Bezirksamt Neustadt an der Aisch (1939 in Landkreis Neustadt an der Aisch umbenannt). Die Gerichtsbarkeit blieb beim Landgericht Neustadt an der Aisch (1879 in das Amtsgericht Neustadt an der Aisch umgewandelt). Die Gemeinde hatte 1964 eine Gebietsfläche von 5,991 km².
Am 1. Januar 1978 wurde Oberhöchstädt im Zuge der Gebietsreform in Bayern nach Dachsbach eingemeindet.

### Baudenkmäler
In Oberhöchstädt gibt es neun Baudenkmäler:
- Ensemble im Ortskern aus dem 17. und 18. Jahrhundert
- Kirchgasse 8: Pfarrkirche St. Nikolaus und Peter aus dem 15. Jahrhundert
- Ortsstr. 1: Das ehemalige Gasthaus Zur Sonne wird nicht mehr bewirtschaftet, das Schild von 1800 steht unter Denkmalschutz wie auch das ganze Anwesen; auf dem Dach befindet sich ein Storchennest.
- Der überdachte Brunnen in der Ortsmitte stammt aus dem Jahr 1701.[16]

### Einwohnerentwicklung
| Jahr      | 1818   | 1840   | 1852   | 1855   | 1861   | 1867   | 1871   | 1875   | 1880   | 1885   | 1890   | 1895   | 1900   | 1905   | 1910   | 1919   | 1925   | 1933   | 1939   | 1946   | 1950   | 1952   | 1961   | 1970   | 1987   | 2014 | 2020  |
| Einwohner | 377    | 458    | 463    | 455    | 424    | 450    | 428    | 417    | 437    | 403    | 378    | 365    | 364    | 364    | 358    | 360    | 358    | 352    | 325    | 458    | 429    | 400    | 371    | 354    | 302    | 381  | 307   |
| Häuser    | 74     | 65     |        |        |        |        | 74     |        |        | 81     | 81     |        | 83     |        |        |        | 73     |        |        |        | 75     |        | 77     |        | 86     |      |       |
| Quelle    | [ 18 ] | [ 19 ] | [ 20 ] | [ 20 ] | [ 21 ] | [ 22 ] | [ 23 ] | [ 24 ] | [ 25 ] | [ 26 ] | [ 27 ] | [ 20 ] | [ 28 ] | [ 20 ] | [ 29 ] | [ 20 ] | [ 30 ] | [ 20 ] | [ 20 ] | [ 20 ] | [ 31 ] | [ 20 ] | [ 13 ] | [ 32 ] | [ 33 ] |      | [ 2 ] |

## Religion
Oberhöchstädt ist Sitz der Pfarrei St. Nikolaus und Peter, die seit der Reformation evangelisch-lutherisch ist.

## Heute
Oberhöchstädt ist nach wie vor überwiegend landwirtschaftlich geprägt. Im Aischgrund wird traditionell umfangreich die Karpfenzucht betrieben. Einige Landwirte haben auf den Dächern ihrer Scheunen solarelektrische Anlagen mit einer Gesamtleistung von über 75 kW errichtet. Es gibt eine Motorradschmiede und einen ambulanten Pflegedienst im Ort sowie ein vielfältiges Vereinsleben. Außer der Direktvermarktung durch die landwirtschaftlichen Erzeuger gibt es keine Einkaufsmöglichkeiten, Ärzte oder Gastronomie.

## Veranstaltungen
An Ostern wird der Brunnen geschmückt, am zweiten Wochenende im Oktober die Kärwa gefeiert. Weiterhin gibt es unregelmäßig wiederkehrende Veranstaltungen der Feuerwehr Oberhöchstädt und aus dem Kirchen- und Vereinsleben, über die das Mitteilungsblatt der Verwaltungsgemeinschaft Uehlfeld jeweils mittwochs informiert.

## Verkehr
Die Kreisstraße NEA 14 führt nach Rauschenberg (2 km westlich) bzw. nach Dachsbach zur Bundesstraße 470 (1,2 km südöstlich). Eine Gemeindeverbindungsstraße führt nach Uehlfeld zur Kreisstraße NEA 1 (2,5 km südöstlich). Die Verbindung nach Dachsbach über die Kreisstraße NEA 14 ist nicht hochwassersicher ausgeführt, was zur Folge hat, dass diese bei den regelmäßig auftretenden Hochwassern der Aisch manchmal tage- bis wochenlang unpassierbar wird und beachtliche Umwege über Uehlfeld oder Rauschenberg/Bergtheim in Kauf genommen werden müssen.
Öffentlicher Nahverkehr: Oberhöchstädt hat in der Ortsmitte eine Bedarfshaltestelle, die von zwei Buslinien bedient wird. Davon wird eine privat betrieben (243), die andere (127) vom VGN. Beide Linien haben eher Schulbuscharakter. Nachmittags und an Wochenenden besteht keine Anbindung des Ortes an den ÖPNV mehr.

## Bilder

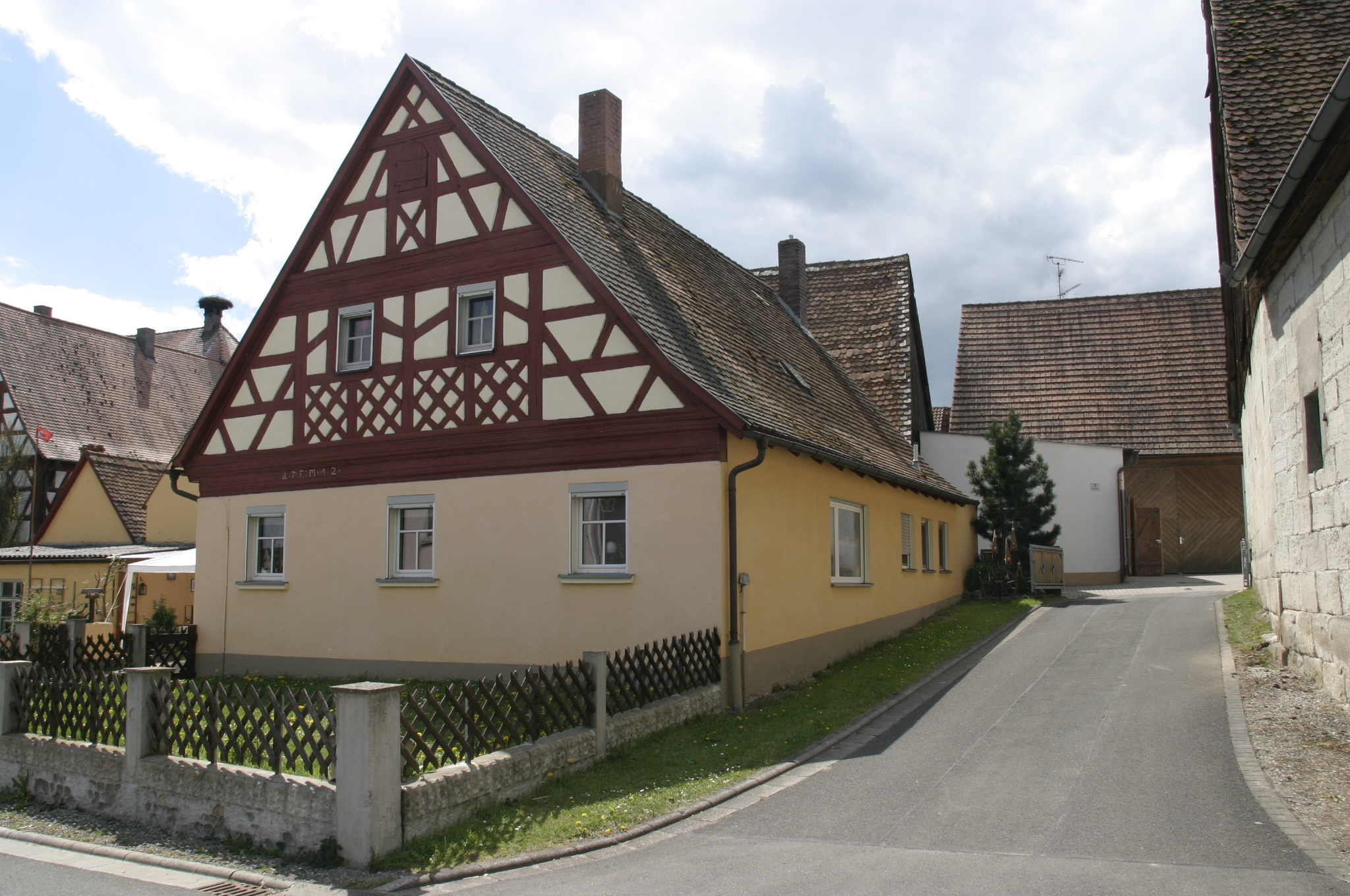
Wohnhaus von 1742 im Ortskern
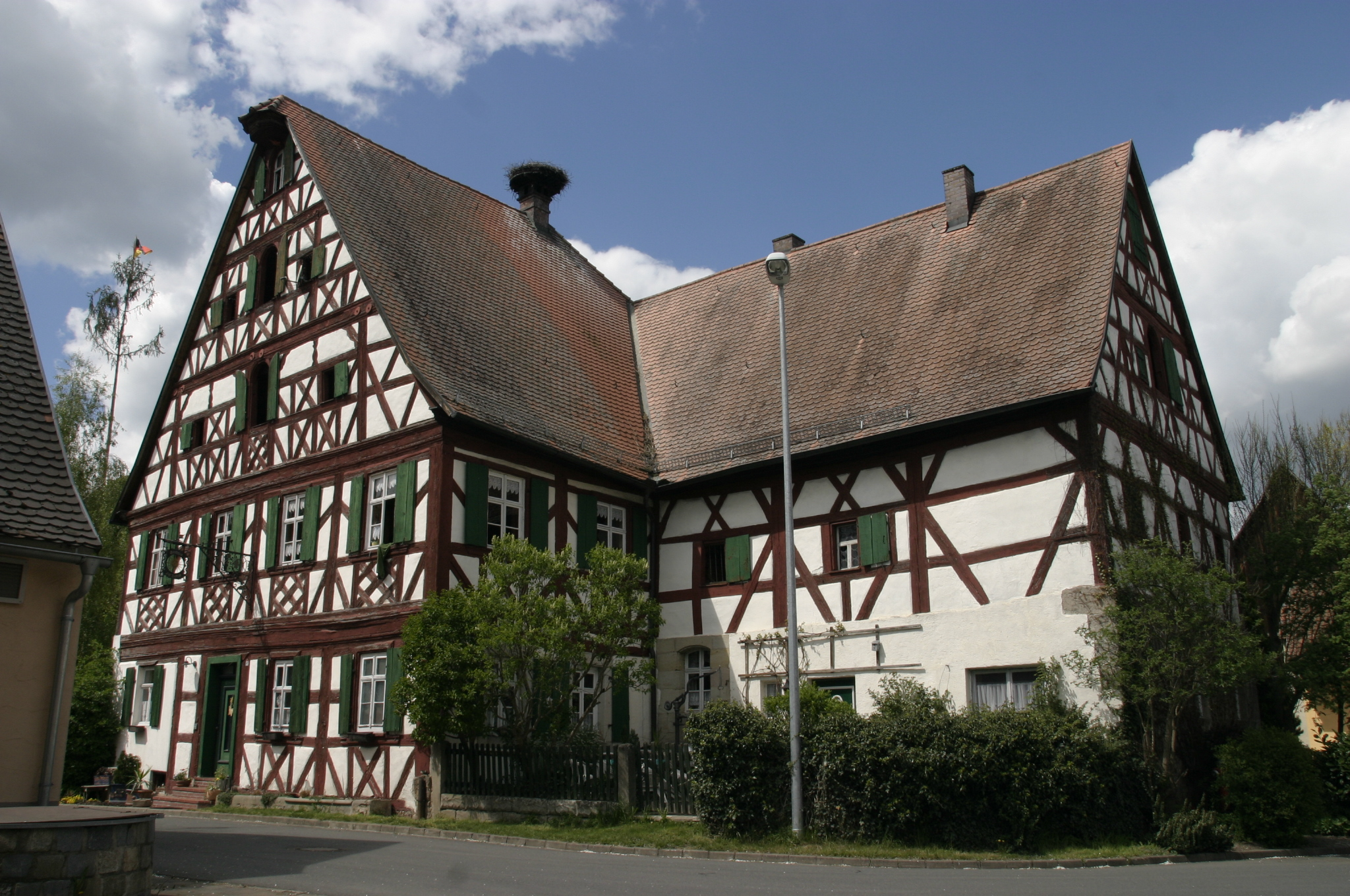
Ehemaliges Gasthaus
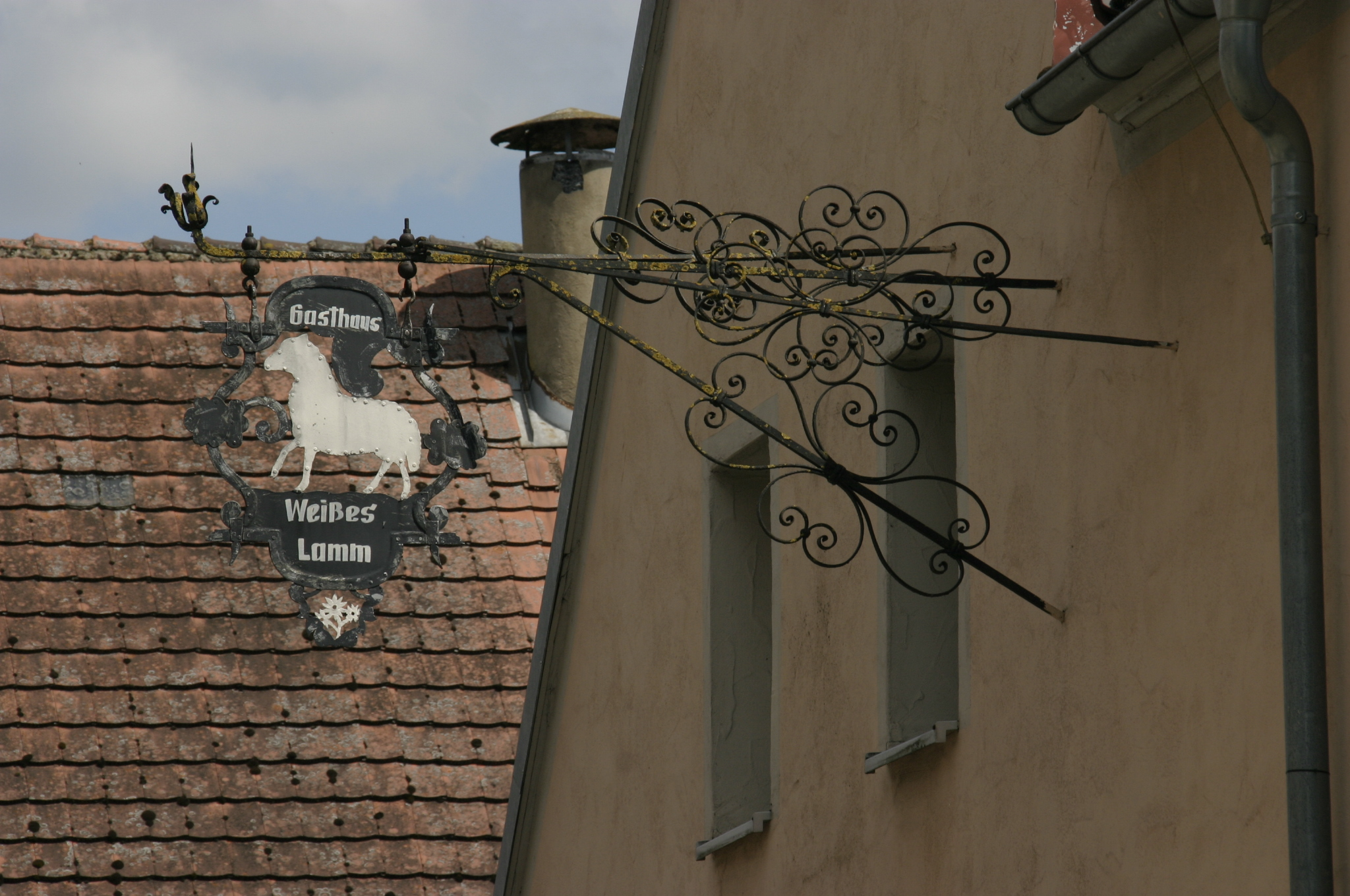
Historisches Wirtshausschild
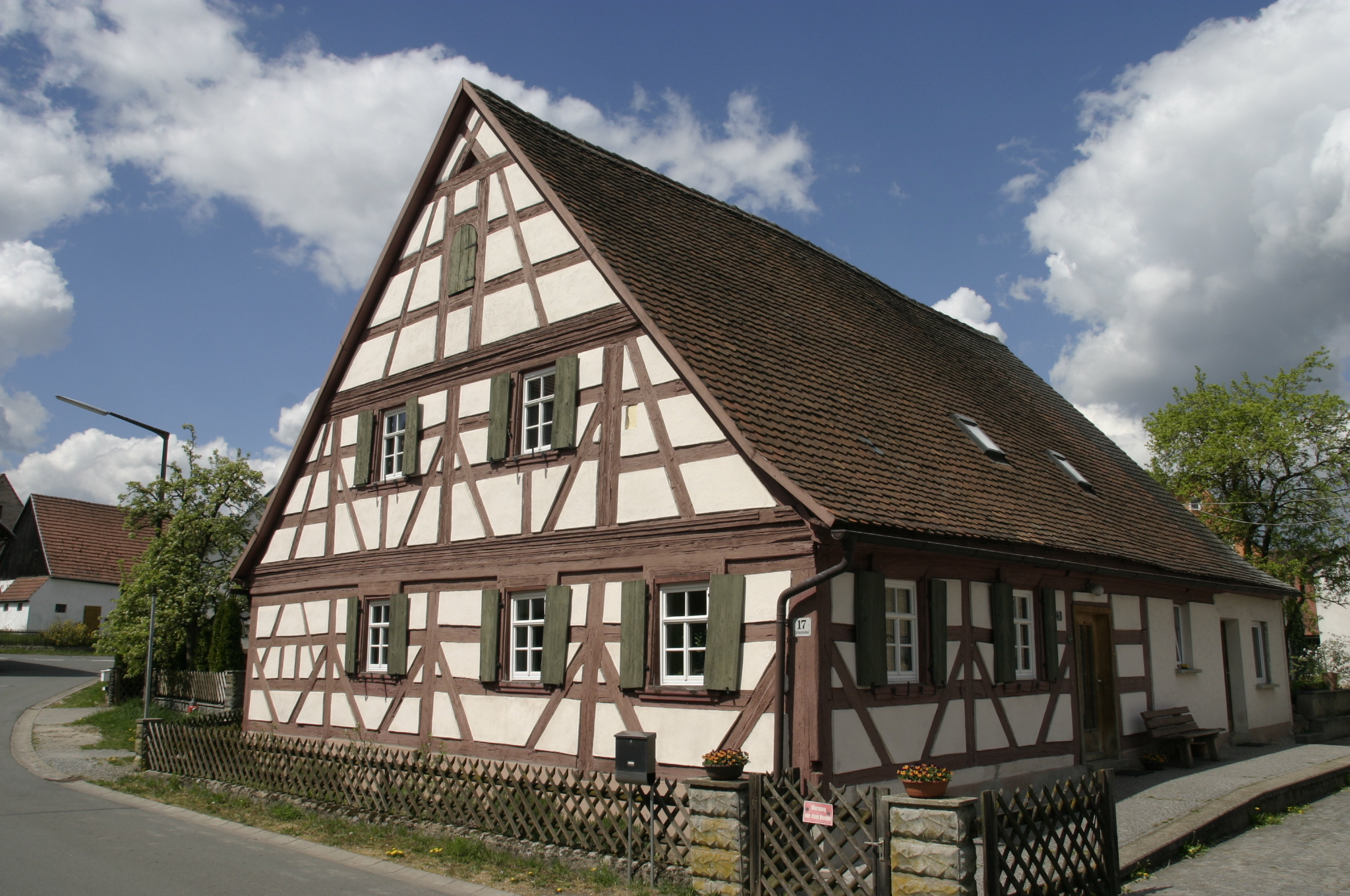
Wohnstallhaus, Ortsmitte
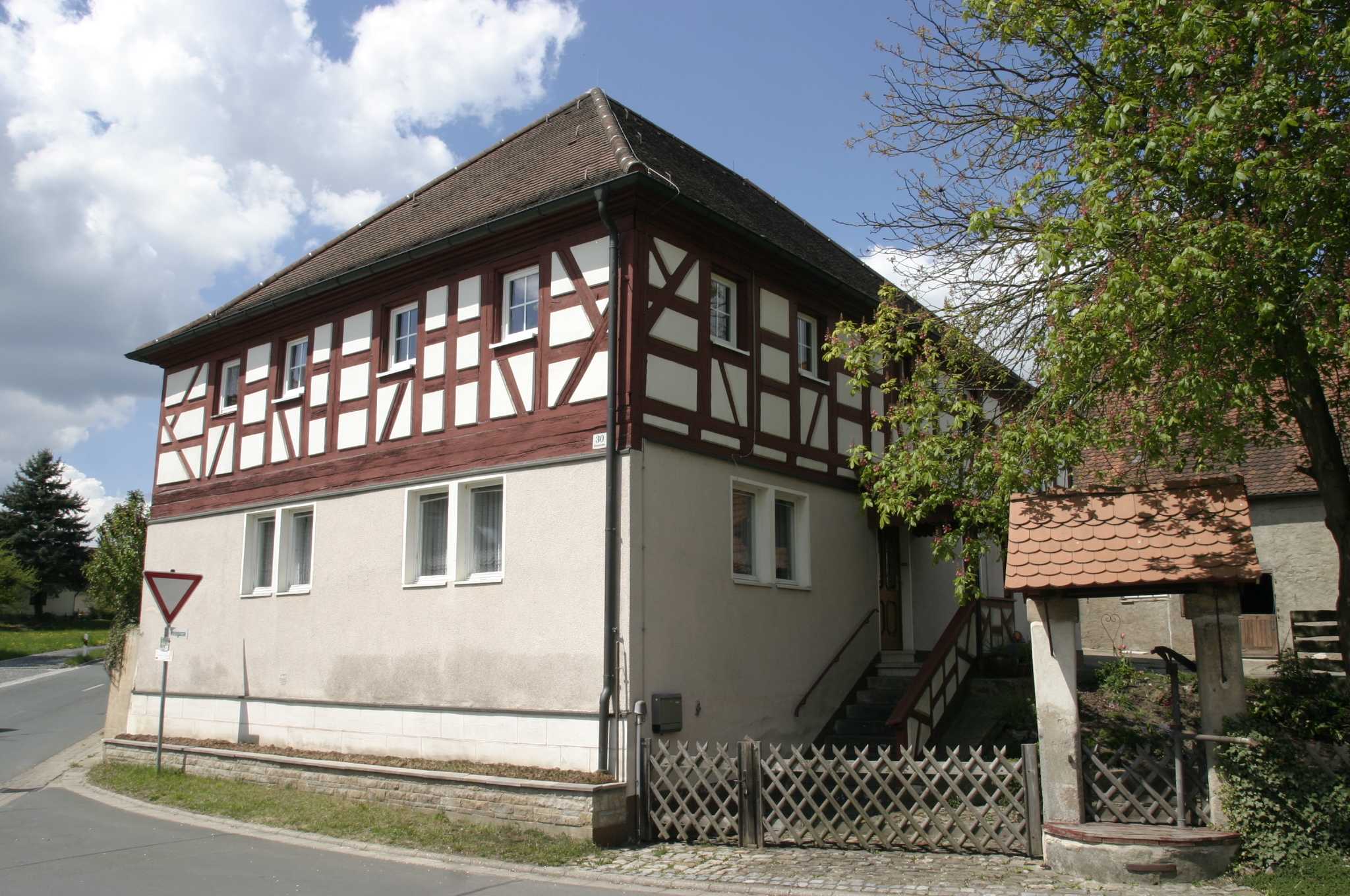
Ortsausgang nach Westen